# Веліканда (підрозділ окружного секретаріату)
Підрозділ окружного секретаріату Веліканда — підрозділ окружного секретаріату округу Полоннарува, Північно-Центральна провінція, Шрі-Ланка. Складається з 30 Грама Ніладхарі.